# داراختر دم‌کوتاه
داراختر دم‌کوتاه (نام علمی: Myrmia micrura) گونه‌ای از مرغ‌های مگس در تبار عسل‌نوش‌تباران (Mellisugini) از زیرتیرهٔ مگس‌مرغیان، «مرغ‌های مگس زنبوری» است. این تنها گونه‌ای است که در سردهٔ Myrmia قرار دارد. در اکوادور و پرو یافت می‌شود.